# Buzen (provincie)

Kaart van de voormalige Japanse provincies (1868) met Buzen in het rood

Buzen (Japans: 豊前国, Buzen no kuni) is een voormalige provincie van Japan, gelegen aan de noordelijk zijde van Kyushu. Het besloeg het oosten van de huidige prefectuur Fukuoka en enkele noordelijke districten van de prefectuur Oita. Buzen lag naast de provincies Bungo en Chikuzen.
De ruïnes van de oude hoofdstad zijn in de buurt van de stad Toyotsu teruggevonden. Verder lag ook het kasteel te Kokura in de provincie Buzen, en veel feudale heerser hadden hier hun zetel.
Na de afschaffing van het clansysteem, in 1871, werd de provincie voor vier jaar omgedoopt onder de naam prefectuur Kokura tot het samen werd gevoegd met de prefectuur Fukuoka in 1876.